# Eesti otsib superstaari (terza edizione)
La terza edizione di Eesti otsib superstaari, la versione estone del talent show Pop Idol, è andata in onda dal 6 settembre al 20 dicembre del 2009. Ha visto come vincitore Ott Lepland. Il programma è stato condotto da Tanel Padar e Ithaka Maria e ha avuto come giudici Mihkel Raud, Rein Rannap e la new entry Maarja-Liis Ilus (che ha sostituito Heidy Purga). Le audizioni si sono svolte nel mese di agosto in quattro città: Pärnu, Rakvere, Tartu e Tallinn.

## Performance

### Top 10: Successi Pop
- Marten Kuningas – "Song 2" dei Blur
- Getter Jaani – "Iseendale" di Eda-Ines Etti
- Birgit Varjun – "Cryin'" degli Aerosmith
- Andrei Ozdoba – "Elevation" degli U2
- Ott Lepland – "Everybody Hurts" dei R.E.M.
- Kene Vernik – "Wicked Game" di Chris Isaak
- Jaanus Saago – "Black Hole Sun" dei Soundgarden
- Anne Arrak – "With or Without You" degli U2
- Eliisa Kõiv – "They Don't Care About Us" di Michael Jackson
- Anis Arumets – "Can't Take My Eyes Off You" di Frankie Valli

Ultimi tre: Getter Jaani, Jaanus Saago, Anne Arrak

Ultimi due: Getter Jaani, Anne Arrak

 Eliminato: Anne Arrak (salvata) 
- Nonostante i risultati del televoto dassero Anne Arrak come eliminata, sono stati riscontrati problemi tecnici dai maggiori operatori mobili, ed è stato così deciso di cancellare l'eliminazione.

### Top 10: Canzoni dal programma TV "Eesti otsib lemmiklaulu"
- Andrei Ozdoba – "Aeg ei peatu" degli Apelsin
- Anne Arrak – "Rahu" dei Ruja
- Ott Lepland – "Eestlane olen ja eestlaseks jään" di Alo Mattiisen
- Anis Arumets – "Juulikuu lumi" dei Terminaator
- Getter Jaani – "Laul põhjamaast" di Ülo Vinter
- Marten Kuningas – "Mägede hääl" di Kare Kauks e Mahavok
- Jaanus Saago – "Valgus" di Gunnar Graps
- Birgit Varjun – "Eesti muld ja Eesti süda" dei Ruja
- Eliisa Kõiv – "Depressiivsed Eesti väikelinnad" degli HU?
- Kene Vernik – "Massikommunikatsioon" dei Singer Vinger

Ultimi tre: Andrei Ozdoba, Anis Arumets, Eliisa Kõiv

 Eliminati: Andrei Ozdoba, Eliisa Kõiv 

### Top 8: Canzoni dell'anno di nascita dei cantanti
- Birgit Varjun – "Who Wants to Live Forever" dei Queen
- Marten Kuningas – "Take on Me" degli a-ha
- Getter Jaani – "See maailm uus" dal film Disney Aladdin
- Anis Arumets – "Smells Like Teen Spirit" dei Nirvana
- Jaanus Saago – "Blaze Of Glory" di Jon Bon Jovi
- Kene Vernik – "Money For Nothing" dei Dire Straits
- Ott Lepland – "Dude (Looks Like a Lady)" degli Aerosmith
- Anne Arrak – "First Time" di Robin Beck

Ultimi tre: Anis Arumets, Jaanus Saago, Kene Vernik

 Eliminata: Kene Vernik 

### Top 7: Canzoni d'amore
- Getter Jaani – "I'm a Believer" dei The Monkees
- Jaanus Saago – "Nothing Else Matters" dei Metallica
- Birgit Varjun – "Bitch" di Meredith Brooks
- Marten Kuningas – "Valged roosid" di Tarmo Pihlap
- Ott Lepland – "You Can Leave Your Hat On" di Randy Newman
- Anne Arrak – "Still Loving You" degli Scorpions
- Anis Arumets – "Starlight" dei Muse

Ultimi tre: Jaanus Saago, Anne Arrak, Marten Kuningas 

Ultimi due: Marten Kuningas, Anne Arrak

 Eliminata: Anne Arrak 

### Top 6: Round acustico
- Jaanus Saago – "Teisel pool vett" di Urmas Alender
- Birgit Varjun – "Dear Mr. President" di Pink
- Ott Lepland – "Hüvasti, kollane koer" di Urmas Alender
- Getter Jaani – "The Climb" di Miley Cyrus
- Anis Arumets – "The Kill" dei Thirty Seconds to Mars
- Marten Kuningas – "Space Oddity" di David Bowie

Ultimi due: Getter Jaani, Anis Arumets

 Eliminato: Anis Arumets 

### Top 5: Canzoni dance & country
- - Prima manche (Dance)
- Getter Jaani – "Stop It (I Like It)" di Rick Guard
- Ott Lepland – "What's My Name" di Snoop Dogg
- Jaanus Saago – "Celebration" dei Kool & the Gang
- Marten Kuningas – "Let's Dance" di David Bowie
- Birgit Varjun – "I Kissed a Girl" di Katy Perry
  - Seconda manche (Country)
- Getter Jaani – "Ice Cream Freeze (Let's Chill)" di Miley Cyrus
- Ott Lepland – "Angel" di Sarah McLachlan
- Jaanus Saago – "The First Cut Is the Deepest" di Cat Stevens
- Marten Kuningas – "Love Will Tear Us Apart" dei Joy Division
- Birgit Varjun – "Blue" di LeAnn Rimes

Ultimi due: Birgit Varjun, Jaanus Saago

 Eliminato: Jaanus Saago 

### Top 4: Canzoni di Ivo Linna & canzoni attuali
- - Prima manche (Canzoni di Ivo Linna)
- Marten Kuningas – "Luiged läinud, lumi maas" di Ivo Linna
- Birgit Varjun – "Sülitan vaid alla tuult" di Ivo Linna
- Getter Jaani – "Taas punab päiksekiirtes pihlapuu" di Ivo Linna
- Ott Lepland – "Kohtumistund" di Ivo Linna
  - Seconda manche (Canzoni attuali)
- Marten Kuningas – "Moonduja" di Birgit Õigemeel
- Birgit Varjun – "Sober" di Pink
- Getter Jaani – "Happy" di Leona Lewis
- Ott Lepland – "Light On" di David Cook

Ultimi due: Getter Jaani, Birgit Varjun

 Eliminata: Getter Jaani 

### Top 3: Canzoni dei genitori della gioventù e duetti
- - Prima manche (Canzoni dei genitori)
- Ott Lepland – "One Vision" dei Queen
- Marten Kuningas – "Naer" dei Virmalised
- Birgit Varjun – "Still Got the Blues" di Gary Moore
  - Seconda manche (Duetti)
- Ott Lepland con Sandra Nurmsalu – "Rändajad" delle Urban Symphony
- Marten Kuningas con Vaiko Eplik – "Blackbird" dei The Beatles
- Birgit Varjun con Erik Mermaa – "Hero" di Chad Kroeger e Josey Scott

 Eliminato: Marten Kuningas 

### Finalissima: La preferita dai concorrenti, canzone natalizia & Winner's song
- - Prima manche (la performance preferita dal concorrente)
- Ott Lepland - "Kohtumistund" di Ivo Linna
- Birgit Varjun - "Blue" di LeAnn Rimes
  - Seconda manche (canzone natalizia)
- Ott Lepland - "The Little Drummer Boy"
- Birgit Varjun - "Amazing Grace"
  - Terza manche (Winner's song)
- Ott Lepland - "Mr. Bojangles/I Will Talk and Hollywood Will Listen" di Robbie Williams
- Birgit Varjun - "You Shook Me All Night Long" degli AC/DC

 Vincitore: Ott Lepland 

 Seconda classificata: Birgit Varjun 

## Tabella delle eliminazioni
|            |                     | Fase Semifinale | Fase Semifinale | Fase Semifinale | Fase Semifinale | Fase Finale | Fase Finale | Fase Finale | Fase Finale | Fase Finale | Fase Finale | Fase Finale | Fase Finale | Fase Finale |           |           |           |           |           |           |
| Settimane: | Settimane:          | 10/08           | 10/11           | 10/15           | 10/18           | 10/25       | 11/01       | 11/08       | 11/15       | 11/22       | 11/29       | 12/06       | 12/13       | 12/20       |           |           |           |           |           |           |
| Posto      | Concorrente         | Risultati       | Risultati       | Risultati       | Risultati       | Risultati   | Risultati   | Risultati   | Risultati   | Risultati   | Risultati   | Risultati   | Risultati   | Risultati   | Risultati | Risultati | Risultati | Risultati | Risultati | Risultati |
| 1          | Ott Lepland         |                 |                 |                 | QF              |             |             |             |             |             |             |             |             | Vincitore   |           |           |           |           |           |           |
| 2          | Birgit Varjun       |                 | QF              |                 |                 |             |             |             |             |             | Btm 2       | Btm 2       |             | Secondo     |           |           |           |           |           |           |
| 3          | Marten Kuningas     |                 |                 |                 | QF              |             |             |             | Btm 2       |             |             |             | Elim        |             |           |           |           |           |           |           |
| 4          | Getter Jaani        |                 | QF              |                 |                 | Btm 2       |             |             |             | Btm 2       |             | Elim        |             |             |           |           |           |           |           |           |
| 5          | Jaanus Saago        |                 |                 |                 | QF              | Btm 3       |             | Btm 2       | Btm 3       |             | Elim        |             |             |             |           |           |           |           |           |           |
| 6          | Anis Arumets        |                 |                 | QF              |                 |             | Btm 3       | Btm 3       |             | Elim        |             |             |             |             |           |           |           |           |           |           |
| 7          | Anne Arrak          |                 | QF              |                 |                 | Saved       |             |             | Elim        |             |             |             |             |             |           |           |           |           |           |           |
| 8          | Kene Vernik         | QF              |                 |                 |                 |             |             | Elim        |             |             |             |             |             |             |           |           |           |           |           |           |
| 9–10       | Eliisa Kõiv         |                 | QF              |                 |                 |             | Elim        |             |             |             |             |             |             |             |           |           |           |           |           |           |
| 9–10       | Andrei Ozdoba       |                 |                 |                 | QF              |             | Elim        |             |             |             |             |             |             |             |           |           |           |           |           |           |
| Semi       | Keito Kaljulaid     |                 |                 |                 | Elim            |             |             |             |             |             |             |             |             |             |           |           |           |           |           |           |
| Semi       | Beno Kundrin        |                 |                 |                 | Elim            |             |             |             |             |             |             |             |             |             |           |           |           |           |           |           |
| Semi       | Mick Pedaja         |                 |                 |                 | Elim            |             |             |             |             |             |             |             |             |             |           |           |           |           |           |           |
| Semi       | Karel Tallermaa     |                 |                 |                 | Elim            |             |             |             |             |             |             |             |             |             |           |           |           |           |           |           |
| Semi       | Robin Juhkental     |                 |                 | Elim            |                 |             |             |             |             |             |             |             |             |             |           |           |           |           |           |           |
| Semi       | Kristen Kasuk       |                 |                 | Elim            |                 |             |             |             |             |             |             |             |             |             |           |           |           |           |           |           |
| Semi       | Sten-Martin Saarest |                 |                 | Elim            |                 |             |             |             |             |             |             |             |             |             |           |           |           |           |           |           |
| Semi       | Sabrina Abdullajeva |                 | Elim            |                 |                 |             |             |             |             |             |             |             |             |             |           |           |           |           |           |           |
| Semi       | Kerli Kivilaan      |                 | Elim            |                 |                 |             |             |             |             |             |             |             |             |             |           |           |           |           |           |           |
| Semi       | Elina Netšajeva     |                 | Elim            |                 |                 |             |             |             |             |             |             |             |             |             |           |           |           |           |           |           |
| Semi       | Liina Uibo          |                 | Elim            |                 |                 |             |             |             |             |             |             |             |             |             |           |           |           |           |           |           |
| Semi       | Maria Alanurme      | Elim            |                 |                 |                 |             |             |             |             |             |             |             |             |             |           |           |           |           |           |           |
| Semi       | Kristiina Freimane  | Elim            |                 |                 |                 |             |             |             |             |             |             |             |             |             |           |           |           |           |           |           |
| Semi       | Anna Kutšinskaja    | Elim            |                 |                 |                 |             |             |             |             |             |             |             |             |             |           |           |           |           |           |           |
| Semi       | Liisa Orav          | Elim            |                 |                 |                 |             |             |             |             |             |             |             |             |             |           |           |           |           |           |           |

| Donne | Uomini | Top 10 | Top 25 | Eliminato/a | Salvo/a | Non ha partecipato |